# 丸屋九兵衛
丸屋 九兵衛（まるや きゅうべえ　生年非公開）は、日本の万物評論家（自称）、音楽評論家、映画評論家、編集者、ラジオDJ、講演家、音楽情報サイト「bmr」元編集長。

## 人物
京都府生まれ。早稲田大学第一文学部卒。 大学卒業後、ブルース・インターアクションズのブラック・ミュージック専門誌『bmr』の編集部に入社。その後、会社再編があり、株式会社スペースシャワーネットワークに、2019年3月31日まで社員として勤務。
SF評論家としては、『SFマガジン』でのスター・トレックに関するコラムの連載、WOWOWでのSF映画の解説などの活動を行っており、SF作家のアーシュラ・K・ル＝グウィンを敬愛している。
愛猫家であり、自身のトークイベントの主題としてネコを取り上げたり、Yahoo!ライフマガジンの猫特集でインタビューを受けるなどしている。また、アーシュラ・K・ル＝グウィンと写真家の吉田ルイ子へのリスペクトを込めて、羽がある仔猫のタトゥーを、2018年に取材で訪れた台南で右肩に入れている。
世界に広がるアジアコネクションと交流したいとの思いから“アジア系ポップカルチャー評論家”を名乗り、アジア系映画試写会のトークショーに出演するなどの活動を行っている。特に台湾には愛情が強く、2014年には、単行本『史上最強の台北カオスガイド101』を上梓している。現地のラッパーやDJ、政治家兼ミュージシャンのフレディ・リム（メタルバンド、CHTHONICのヴォーカル）らとも親交がある。
『ユリイカ2020年5月号  特集＊韓国映画の最前線』にコラム『学園、モンスター、四角いジャングル。コリアン・フィルムにまつわる環太平洋的な雑感、三題。』を寄稿。
2022年には『中国時代劇&台湾ドラマを知る 華流俳優名鑑 2022』（コスミック出版）に執筆者として参加、中華ドラマ＆映画ライターとしてもデビュー。
ブーム早期からK-Popにも注目しており、ブラックミュージック及び黒人文化専門家としての知見から、“韓国式にローカライズされたヒップホップやR&B”としてK-Popを高く評価し、深く愛している。特に防弾少年団については、2018年8月より『〜私たちが恋した防弾少年団の歌、曲、音〜 BULLETPROOF LUV AFFAIR』と銘打った催しを、東京、大阪、オンラインなどでシリーズ開催。
『ユリイカ 2018年11月号 特集＝K-POPスタディーズ』、『韓流旋風』のK-Pop連載コラム（「丸屋九兵衛のHaru Haru Hallyu」）以外にも、BIGBANG、防弾少年団に特化したトークイベント、K-Popを幅広く紹介する音楽イベントなどを精力的に開催。K-Popへの正しい認知と適正な評価を広めることに努めている。
2015年よりトークイベント活動を開始。「丸屋九兵衛トークライブ Q-B-CONTINUED（キュービー・コンティニュード）」と題したオタク系トークイベントを主軸に、「Soul Food Assassins」、「Rethink World：マイノリティ・リポート」など、比類なき知識と過剰な情報量を活かしたハードコアなトークライブを毎月開催している。2020年3月以降は、新型コロナ禍の影響により、オンライン配信形式に切り替えて企画を続行中。
2020年1月より、『NINJA PLEASE with QB MARUYA　丸屋九兵衛の国際政治＆エンタメ＆科学ニュース！』と題して、独自の目線と切り口で世界の最新情報をピックアップする報道番組を、YouTubeで定期的に無料配信していた。

## 著書

### 単著
- 音楽誌が書かないゴシップ無法痴態 : ブラック・ミュージックを笑い倒せ! （2008年、ブルース・インターアクションズ）
- 史上最強の台北カオスガイド101 （2014年、SPACE SHOWER BOOKS）
- 丸屋九兵衛が選ぶ、ヒップホップの決めゼリフ = DAGGER OF THE MOUTH （2014年、SPACE SHOWER BOOKS）
- 丸屋九兵衛が選ぶ、ストレイト・アウタ・コンプトンの決めゼリフ （2016年、SPACE SHOWER BOOKS）
- 丸屋九兵衛が選ぶ、ジョージ・クリントンとPファンク軍団の決めゼリフ （2016年、SPACE SHOWER BOOKS）
- 丸屋九兵衛が愛してやまない、プリンスの決めゼリフは4EVER （2017年、SPACE SHOWER BOOKS）
- 丸屋九兵衛が選ぶ、2パックの決めゼリフ （2017年、SPACE SHOWER BOOKS）

### 訳著
- ゲットーに咲くバラ 2パック詩集 新訳版 （原題：The Rose That Grew From Concrete、2017年12月、PARCO出版）

### 雑誌連載
- （They call me）TREK DADDY （早川書房 『S-Fマガジン』）
- 丸屋九兵衛の著名人家系樹研究 バンギン・ホモ・サピエンス（株式会社サイゾー 月刊サイゾー／2020年2月号から）
- 『ナイトランド・クォータリー』（アトリエサード Atelier Third ／2021年 vol.25より）
- 完全なる真空管（株式会社トゥーヴァージンズ 『blues & soul records』 2023年06月号より）

### 過去の雑誌連載
- 丸屋九兵衛の音樂時事備忘録 ファンキー・ホモ・サピエンス （株式会社サイゾー 月刊サイゾー ／2020年1月号まで全76回）
- K-POPコラム「丸屋九兵衛のHaru Haru Hallyu」 （コスミック出版 『韓流旋風』／Vol.106 2023年7月号まで）
- 文化的鬼籍者を巡るモノローグ 〜 ALL MEN MUST DIE （スペースシャワーネットワーク 『EYESCREAM』）

### WEB連載
- 丸屋九兵衛は常に借りを返す （uDiscoverMusic）
- 悪いキツネをおさえつけることはできない （webちくま）
- 七王国まで何マイル? 〜 ゲーム・オブ・スローンズの歴史学 （block.fm）
- 水道橋博士のメルマ旬報 （編集長／著者：水道橋博士によるメールマガジン）

### 共著・編著・翻訳監修
- THE BAWDIES : THIS IS MY SOUL : OFFICIAL BOOK （THE BAWDIES著、丸屋九兵衛監修、2011年、ブルース・インターアクションズ P-vine books）
- 禁断の英語塾 : WORD IS YOURS （押野素子著、丸屋九兵衛編集&注釈、2014年、SPACE SHOWER BOOKS）
- ファンクはつらいよ ジョージ・クリントン自伝 バーバーショップからマザーシップまで旅した男の回顧録 （2016年、DU BOOKS）
- ディスク・コレクション　ファンク （高橋道彦監修、2017年、シンコーミュージック）
- ブラック・クランズマン（ロン・ストールワース著、 丸屋九兵衛監修・解説、 鈴木沓子・玉川千絵子翻訳、2019年2月28日刊、PARCO出版）
- IQ2（ジョー・イデ著、熊谷千寿訳、丸屋九兵衛監修・解説　2019年6月20日刊、ハヤカワ・ミステリ文庫）
- 中国時代劇&台湾ドラマを知る 華流俳優名鑑 2022 （執筆参加　2022年1月28日刊、コスミック出版）

### 映画字幕監修
- 映画『ストレイト・アウタ・コンプトン』 （字幕監修、作品解説）
- ドキュメンタリー映画『リル・ウェイン　ザ・カーター』 （字幕監修）
- 映画『オール・アイズ・オン・ミー』 （字幕監修）

## 出演

### ラジオ
- FM COCOLO『Wonder Garden』
- InterFM「丸屋九兵衛のモンゴリアン・デスロック」
- JFN「遊助の OVER GROUND」
- FM NORTH WAVE「URBAN HYPE from NYC」内『QB HOWSE』
- Fm yokohama「クレイジーケンバンド ラジオショウ HONMOKU RED HOT STREET」内『台北106!』
- J-WAVE「TOKIO HOT100」
- block.fm「Game of Thrones Radio」

### トークライブ （自主イベント）
- Q-B-CONTINUED （オタク系トークイベントのシリーズ）
  - vol.1　トークテーマ：『アルプスの少女ハイジ秘録』 （2015年7月3日、下北沢・ReGBoX）
  - vol.2　トークテーマ：ディズニー （2015年8月2日、下北沢・ReGBoX）
  - vol.3　永遠の100 （2015年9月18日、代官山シアターサイバード） トークテーマは戦闘機。この回から米粒写経のサンキュータツオがスペシャルホストとして参加。
  - vol.4　BL学園・秋期講習「腐女史会」（2015年11月1日、代官山シアターサイバード）
  - vol.5　007と大英帝国の爪痕 〜スペクター転覆計画〜 （2015年12月4日、代官山シアターサイバード）
  - vol.6　聖バレンタインに捧ぐ! チョコレートの世界史 （2016年1月30日、代官山シアターサイバード）
  - vol.7　帰ってきたモンキー 〜Return of the Monkey King〜 （2016年3月26日、渋谷 レッドブル・スタジオ東京ホール） トークテーマは西遊記
  - vol.8　第1部：ストレイト・アウタ・コンプトン編 「著書爆誕 N.W.A祭り」 （2016年6月7日、渋谷 レッドブル・スタジオ東京ホール）
  - vol.9　第2部：プリンス編 「殿下生誕祭」 （2016年6月7日、渋谷 レッドブル・スタジオ東京ホール） サンキュータツオは不参加
  - vol.10　プリズン・ブレイクダウン 〜世界は刑務所だ！〜 （2016年7月19日、渋谷 レッドブル・スタジオ東京ホール）
  - vol.11　科学スペシャル「不完全変態レクチャー！ 昆虫帝国・地球の夜明け」 （2016年8月21日、渋谷 レッドブル・スタジオ東京ホール）
  - vol.12　戦え、ご長寿戦隊シルバーズ! 高齢化社会を翔ける老人英雄列伝 （2016年9月21日、渋谷 レッドブル・スタジオ東京ホール）
  - vol.13　第1部：著書爆誕記念! 「ジョージ・クリントンとPファンク軍団」祭り （2016年12月16日、渋谷 レッドブル・スタジオ東京ホール） 第1部はサンキュータツオは不参加
  - vol.14　第2部：冬のファンタジー祭り! （2016年12月16日、渋谷 レッドブル・スタジオ東京ホール）
  - vol.15　中華帝國ワンダーランド 〜中国史は爆発だ! 秘密兵器の5000年〜 （2017年2月3日、渋谷 レッドブル・スタジオ東京ホール）
  - vol.16　第1部：著書爆誕記念! 「プリンスの決めゼリフは4EVER」祭り （2017年4月2日、渋谷 レッドブル・スタジオ東京ホール） 第1部はサンキュータツオは不参加
  - vol.17　第2部：ねこネコ猫パラダイス 〜集まれ! ネコロジスト〜 （2017年4月2日、渋谷 レッドブル・スタジオ東京ホール）
  - vol.18　ヴィン・ディーゼルに捧ぐ ナード・プライド再起動! （2017年7月29日、渋谷 レッドブル・スタジオ東京ホール）
  - vol.19　秋分の日のエイリアン! 怒涛の異星人狂想曲 （2017年9月23日、渋谷 レッドブル・スタジオ東京ホール）
  - vol.20　マイティ・ソーにお仕置き! 北欧神話の秋、ラグナロクの夜 （2017年11月24日、渋谷 レッドブル・スタジオ東京ホール） サンキュータツオの参加はこの回まで
  - vol.21　再訪、大英帝国の爪痕! （2018年1月14日、渋谷 レッドブル・スタジオ東京ホール）
  - vol.22　コスプレと仮面の世界史! ルートヴィヒからRPGまで （2018年3月25日、南麻布・エキサイトカフェ）
  - vol.23　アーシュラ・K・ル・グイン祭 〜左手の合言葉は空飛び猫カミングホーム〜 （2018年6月23日、南麻布・エキサイトカフェ）
  - vol.24　夏期講習、ビブリの塔はここにあり。 歴史改変SF大全! （2018年8月26日、南麻布・エキサイトカフェ）
  - vol.25　がんばれ、イエローレンジャー! アジア系アメリカ人が歩んだ道 （2018年9月24日、南麻布・エキサイトカフェ）
  - vol.26　イスラムとは何か。 （2018年12月2日、南麻布・エキサイトカフェ）
  - vol.27　京都“裏”検定 in 東京　（2019年3月10日、南麻布・エキサイトカフェ）
  - vol.28　トップガン2まで365日記念祭！　今こそ戦闘機を語るのだ！　トムキャットからF-35まで、鳥類学者と音楽評論家がスーパークルーズ feat. 松原始（2019年6月25日、茅場町  FinGATE KAYABA）
  - vol.29　大人のための恐竜講座！　夏の終わりのサイエンス feat. 松原始（2019年9月1日、池袋サンシャイン60　株式会社オルトプラス (AltPlusInc.)）
  - vol.30　アベンジャーズよりザ・ボーイズ！／個性派アメコミヒーロー列伝（2019年10月22日、神田・会員制多目的サロンレタス）
  - vol.30 in 大阪　アベンジャーズよりザ・ボーイズ！／ 個性派アメコミヒーロー列伝！（2019年10月25日、大阪／千日前　なんば紅鶴）
  - vol.31　今こそ『ゲーム・オブ・スローンズ』総決算！（2019年12月7日、Basement GINZA）
  - 今こそ『ゲーム・オブ・スローンズ』総決算！【Q-B-CONTINUED in Osaka】DAY1（2020年1月6日、大阪・Loft PlusOne West）
  - ピカード艦長・復帰記念！　今こそ『スター・トレック』総決算！【Q-B-CONTINUED in Osaka】DAY2（2020年1月7日、大阪・Loft PlusOne West）
  - 歴史改変SF大全！丸屋九兵衛トークライブ【Q-B-CONTINUED Vol.24】REMIX in 大阪（2020年1月9日、大阪／千日前　なんば紅鶴）
  - vol.32　ピカード艦長・復帰記念！　今こそ『スター・トレック』総決算！（2020年1月19日、Basement GINZA）
  - 丸屋九兵衛トークライブ【Q-B-CONTINUED vol.17】REMIX in 大阪 ねこネコ猫パラダイス（2020年2月19日、大阪／千日前　なんば紅鶴）
  - vol.33　アフターマンの未来は星人よりもワイルド！　架空進化論と空想動物学の狂宴をあなたに feat. 松原始 （2020年2月24日、Basement GINZA）
  - vol.34　#好きな漫画10個あげると人柄がバレる　卒業なんかできない。我が最愛のマンガたち aka 人生に必要な知恵はたいてい少女マンガで学んだ（2020年4月5日　オンライン・イベント）
  - vol.35　レナード・ニモイ生誕祭に問う『スター・トレック』とユダヤ。ヴァルカンからフェレンギまで（2020年4月5日　オンライン・イベント）
  - vol.31　RETURNS　今こそ『ゲーム・オブ・スローンズ』総決算！（2020年4月29日　オンライン収録版）
  - vol.32　RETURNS　今こそ『スター・トレック』総決算！（2020年4月29日　オンライン収録版）
  - vol.2 REMIXED　ディスカヴァー・ディズニー！　『南部の唄』から『アナと雪の女王2』まで、夢と魔法の王国の変心を追う（2020年4月29日　オンライン・イベント）
  - vol.7 REMIXED　西遊記愛が止まらない。The Monkey & The Monk（2020年4月29日　オンライン・イベント）
  - vol.36　ロード・トゥ・ザ・リング！　『指輪物語』に至る道。エルフ、ホビット、トールキン　（2020年5月2日　オンライン・イベント）
  - vol.30 RETURNS　アベンジャーズよりザ・ボーイズ！／個性派アメコミヒーロー列伝（2020年5月2日　オンライン・イベント）
  - vol.37　2パック、西郷どん、キム・ジョンナム。珍説・俗説・都市伝説で読み解く世界史（2020年5月30日　オンライン・イベント）
  - vol.25　REMIXED　アジア系アメリカ人が歩んだ道。コロナウイルス差別の時代にこそ考えたい、海の向こうの同胞たちのこと（2020年5月30日　オンライン・イベント）
  - vol.38　LGBTQと『スター・トレック』。プライド・マンスに考える多様性のファイナル・フロンティア （2020年6月28日　オンライン・イベント）
  - vol.39　激闘の『ゲーム・オブ・スローンズ』！　ウェスタロス＆エッソス戦記（2020年7月24日、オンライン・イベント）
  - vol.11 REMIXED　サバクトビバッタだけじゃない！　地球は昆虫帝国だ（2020年8月8日、オンライン・イベント）
  - vol.17 REMIXED　CAT PLEASE!　ねこ・ネコ・猫を語ろう（2020年8月9日、オンライン・イベント）
  - vol.40　さらばレッドスキンズ！　今こそネイティヴアメリカン史（2020年8月14日、オンライン・イベント）
  - vol.12 REMIXED 高齢化時代に振り返る銀色英雄伝説！世界史、神話、ファンタジーのご長寿ヒーローズ（2020年9月19日、オンライン・イベント）
  - vol.41　#好きな漫画10個あげると人柄がバレる 卒業なんかできない。我が最愛のマンガたち：リターンマッチ！（2020年9月22日、オンライン・イベント）
  - vol.26 REMIXED  イスラムとは何か。（2020年11月1日、オンライン・イベント）
  - vol.42　アステカはルチャ・リブレでロウライダー！　中南米古代文明はアポカリプトを超えて生き続ける（2020年11月3日、オンライン・イベント）
  - vol.43　ドウェイン・ジョンソン回復記念！　今こそ太平洋諸島の話をしよう。ポリネシア、メラネシア、ミクロネシア（2020年11月15日、オンライン・イベント）
  - vol.44　ドラッグと嗜好品と人類と。刺激の世界史、気休めの報酬（2020年11月22日、オンライン・イベント）
  - vol.45　燃えよドラ息子！　ブルース・リー生誕80周年に辿るカンフーの旅。インド、香港、シャオリンNY！（2020年11月23日、オンライン・イベント）※Soul Food Assassins vol.19と連名開催
  - vol.46　世界を彩るヒーローとサイコパスの物語 feat. 『ゲーム・オブ・スローンズ』＆『ザ・ボーイズ』（2020年11月29日、オンライン・イベント）
  - vol.20 REMIXED 　冬の北欧神話まつり！　ヴァイキングの神々を求めてヴァルハラとラグナロクの彼方へ（2020年12月12日、オンライン・イベント）
  - vol.47　疫病の世界史。天然痘からコロナまで（2020年12月19日、オンライン・イベント）
  - vol.48 　異端と新興宗教の系譜。学会と証人を科学する（2020年12月26日、オンライン・イベント）
  - vol.49 　ショーン・コネリー追悼企画：遥かなるスコットランド！　吹けよバグパイプ、呼べよユニコーン（2020年12月27日、オンライン・イベント）
  - vol.15 REMIXED　中華帝國ワンダーランド！　めくるめく秘密兵器の5000年（増強版）（2021年2月16日、オンライン・イベント）
  - vol.50　世界史スーパースター列伝：中華編（2021年2月20日、オンライン・イベント）
  - vol.51  タイワニーズ・ニュー・イヤー！　愛しきタピオカ、夜市、グラフィティ、LGBTQの国に捧ぐ。丸屋九兵衛の文化／食事／音楽／政治・台湾見聞録！（2021年2月23日、オンライン・イベント）
  - vol.52　中華モンスターマニュアル！　山海経からキョンシーまで、妖怪と神々のアジアを巡る（2021年2月28日、オンライン・イベント）
  - vol.53  リアルロボット大変！　ロボの喧嘩はアジアの華！　バトロイド、モビルスーツ、コンバットアーマー愛好会 feat. 松原始（2021年3月6日、オンライン・イベント）
  - vol.22 REMIXED  コスプレと仮面とロールプレイの世界史……都の西北、メキシコ、そしてバイエルン。ルートヴィヒ2世にリスペクトを！（2021年3月25日、オンライン・イベント）
  - vol.14 REMIXED  春のファンタジー祭り！　魔剣と指輪と世界の痛み（2021年3月31日、オンライン・イベント）
  - vol.19 REMIXED  宇宙人・異星人・地球外生命体！　アメーバ刑事からヴァルカン人まで、エイリアンたちの物語（2021年4月3日、オンライン・イベント）
  - vol.54  #好きな漫画10個あげると人柄がバレる やっぱり卒業なんかできない。続々登場する我が最愛のマンガたち（2021年4月4日、オンライン・イベント）
  - vol.55  史上最強の赤字映画たち。可笑しくて、やがて愛しきハリウッド迷作リスト（2021年4月29日、オンライン・イベント）
  - vol.56  #StopAsianHate 世界に生きるアジア系移民。エイジャン・ディアスポラの物語（2021年5月5日、オンライン・イベント）
  - vol.57  メーガン妃に捧ぐダーティ・ロイヤル・スキャンダルズ！　21世紀の王室、現代君主たちの真実（2021年5月9日、オンライン・イベント）
  - vol.58  ゴジラvsコングに至る道。素晴らしき特撮映画の世界（2021年5月15日、オンライン・イベント）
  - vol.59  種の保存スペシャル！　道徳的に認められないLGBTQで振り返る世界史と日本史（2021年6月13日、オンライン・イベント）
  - vol.60  FAST, FURIOUS, FOREVER!　『ジェットブレイク』全米公開記念！　ワイルド・スピードの20年（2021年6月25日、オンライン・イベント）
  - vol.61  オリンピック強行開催記念！　誤算と無能と大失敗の人類史（2021年8月1日、オンライン・イベント）
  - vol.62  終戦記念日に振り返る冷戦時代。スパイ映画からSFまで、エンタテインメントで東西対立を眺めると（2021年8月15日、オンライン・イベント）
  - vol.63  トーベ・ヤンソンとDHCで読み解く各国特大マイノリティ勢力図！　ムミーンは本当にスエデーンだった？（2021年11月6日、オンライン・イベント）
  - vol.64  果てしなき『時の車輪』、それは読書のファイナル・フロンティア。SF＆ファンタジー界の名物長編小説シリーズ各種を超絶サマライズ！（2021年11月20日、オンライン・イベント）
  - vol.65　外伝『ゲーム・オブ・スローンズ』。素晴らしき裏設定の世界！（2021年12月18日、オンライン・イベント）
  - vol.66　サンタクロースと荒ぶる聖人軍団！　キリスト教ヒストリーを彩った脇役紹介（2021年12月26日、オンライン・イベント）
  - vol.67　史上最強の黒字映画たち。驚いて、やがて愛しきハリウッド良作リスト（2021年12月26日、オンライン・イベント）
  - vol.68　プラネット・アースを考える。環境問題のジレンマと口先だけのSDGs（2022年1月15日、オンライン・イベント）
  - vol.69　めくるめくアジア映画の迷宮へ！　香港、韓国、タイ＆MORE（2022年2月19日、オンライン・イベント）
  - vol.70　世界史スーパースター列伝：中華編パート2！　張良子房と後輩たち（2022年2月27日、オンライン・イベント）
  - vol.71　スーパーロボット大変！　機器人バトルはアジアの華！　feat. いんちき番長（2022年3月6日、オンライン・イベント）
  - vol.72  我LOVE香港FOREVER！　愛しき混沌パワー都市の歩み（2022年3月12日、オンライン・イベント）
  - vol.73 アニ丸屋プラネット完全版！　地球は驚異に満ちている（動物界限定）（2023年7月30日、オンライン・イベント）
  - vol.74 テクノロジー盛衰記！　CDよりLPが売れる2023年に考えたこと（2023年8月10日、オンライン・イベント）
  - vol.75 フューチャー・イズ・ワイルダー！　架空進化論と空想動物学の狂宴アゲイン feat. 松原始（2023年8月18日、オンライン・イベント）
  - vol.76 今こそ読むべき歴史改変SFの深淵！　インカ帝国の欧州征服からスチームパンク韓国まで（2023年8月26日、オンライン・イベント）
  - vol.77 とにかくキツネだけを語る2時間！　理系でも文系でもファンタスティック・ブラザー・フォックス（2023年9月3日、オンライン・イベント）
  - vol.78 ①限：文化人類学　イモ・病原菌・チョコ：欧州とアメリカが出会って何が変わったか。「コロンブスの交換」大研究（2023年9月29日、オンライン・イベント）
  - vol.79 ③限：地政学　ミクロネーション大行進！　西川きよし卿からスロウジャム国家まで（2023年10月15日、オンライン・イベント）
  - vol.80 ④限：文化史　オスカー・ワイルドと19世紀の偉人・奇人・変人たち（2023年10月21日、オンライン・イベント）
  - vol.81 ⑤限：世界史　トルコ建国100周年の今こそ、BACK TO オスマン帝国！　あの寛容と多様性をもう一度　（2023年10月29日、オンライン・イベント）
  - vol.82 ⑥限：映画史　大ヒット映画の続編失敗！　可笑しくて、やがて愛しきハリウッド（2023年11月3日、オンライン・イベント）
  - vol.83　冬の夜長のファンタジー会！　『ゲーム・オブ・スローンズ』系だけじゃない映像化切望名作たち　（2023年12月22日、オンライン・イベント）
  - vol.84　クワンザからウィッカーマンまで：知られざる祝祭大全（2023年12月29日、オンライン・イベント）
  - vol.85　成人式スペシャル！　世界の通過儀礼　（2024年1月8日、オンライン・イベント）
  - vol.86　吉良上野介を偲ぶ歴史散策：悪人スーパースター列伝　（2024年1月19日、オンライン・イベント）
  - vol.87　亞洲ドラゴン研究會！　中華モンスターマニュアル龍年エディション　（2024年2月3日、オンライン・イベント）
  - vol.88　世界のアジアタウン！　中華街、Kタウン、リトルトーキョ　（2024年2月11日、オンライン・イベント）
  - vol.89　世界史スーパースター列伝！　中華編その3　（2024年2月17日、オンライン・イベント）
  - vol.90　アジア（系）映画＆ドラマの歩みと今：GenerAsian Now　（2024年2月23日、オンライン・イベント）
  - vol.91　世界を躍らせた嘘つきたち！　我が愛しのショーンKに捧ぐ。うそフェス①現実編　（2024年3月31日、オンライン・イベント）
  - vol.92　トリックスター列伝！　うそフェス③神話・伝説編　（2024年4月14日、オンライン・イベント）
  - vol.93　めくるめく疑似科学の世界へ！ feat. 松原始　うそフェス④サイエンス編　（2024年4月20日、オンライン・イベント）
  - vol.94　信頼できない語り手たちよ！　うそフェス⑤文学・映画編　（2024年4月27日、オンライン・イベント）
  - vol.95　スーパーカーとエリマキトカゲ！　昭和を彩ったブーム＆熱狂の数々。祝・昭和99年①流行編　（2024年4月29日、オンライン・イベント）
  - vol.96　オイルショックと金大中！　昭和政界＆エコノミック野獣王国の激動。祝・昭和99年②政治＆経済編（2024年5月6日、オンライン・イベント）
  - vol.97　あさま山荘と不凍液！　昭和を騒がせた事件・珍事・不祥事。祝・昭和99年④事件編（2024年5月18日、オンライン・イベント）
  - vol.98　当然まんがまつり！　アニメ大国3000里 feat. いんちき番長　祝・昭和99年⑤TV編（2024年5月26日、オンライン・イベント）
  - vol.99　アニ丸屋プラネット2：グリーンアップルに捧ぐアメリカ大陸動物考！　そこに類人猿はいないのだ。万物評論家の夏休み2024①（2024年7月21日、オンライン・イベント）
  - vol.100　QBC100回記念特別編！　オーディエンス選出によるSCIENTIFIC LOVEトピック　万物評論家の夏休み2024②（2024年7月27日、オンライン・イベント）
  - vol.101　金属・鉱物・宝石スペシャル！　太陽の汗と月の涙と玉石混淆。万物評論家の夏休み2024③（2024年8月3日、オンライン・イベント）
  - vol.102　宇宙、そこは『スター・トレック』以外のスペースSFドラマを語る奇妙な新世界。万物評論家の夏休み2024④（2024年8月10日、オンライン・イベント）
  - vol.103　テクノロジー盛衰記2：コンピュータの能力が限界に近づきCDがカムバックするかもしれない2024年に考えたこと。万物評論家の夏休み2024⑤（2024年8月18日、オンライン・イベント）
  - vol.104　SF限定読書感想文コンクール！　松原始 vs 丸屋九兵衛。万物評論家の夏休み2024⑥（2024年8月25日、オンライン・イベント）
  - vol.105　ヒスパニック概論：その定義と歴史と現在地点について。ヒスパニック＆ラティーノ感謝月間①（2024年9月16日、オンライン・イベント）
  - vol.106　ヒスパニック偉人名鑑：ロペス、パスカル、ロドリゲス！　ヒスパニック＆ラティーノ感謝月間②（2024年9月23日、オンライン・イベント）
  - vol.107　ヒスパニック映画＆ドラマ名作選：リメンバー落ちこぼれのブルービートル！　ヒスパニック＆ラティーノ感謝月間③（2024年9月28日、オンライン・イベント）
  - vol.108　ヒスパニック文化の諸相：フード、スポーツ、ロウライダー！　ヒスパニック＆ラティーノ感謝月間④（2024年10月6日、オンライン・イベント）
  - vol.109　小論文とボルテスV！　国境超越人気シリーズ大全　私家版早稲田祭2024①（2024年11月3日、オンライン・イベント）
  - vol.110　エジプト考古学と有色人種on有色人種レイシズム！　私家版早稲田祭2024③（2024年11月10日、オンライン・イベント）
  - vol.111　ギルガメシュ新章ドロップ！　古代オリエント史と英雄叙事詩目録　私家版早稲田祭2024④（2024年11月16日、オンライン・イベント）
  - vol.112　マルサス人口論と大都市盛衰記！　長安からテノチティトランまで　私家版早稲田祭2024⑤（2024年11月23日、オンライン・イベント）
  - vol.113　映画論とディヴェロップメント・ヘル！　制作遅滞地獄に消えた企画たち　私家版早稲田祭2024⑥（2024年12月1日、オンライン・イベント）
  - vol.114　アパルトヘイトを超えて。南アフリカについて考える　万物評論家の冬休み①（2024年12月15日、オンライン・イベント）
  - vol.115　移民たちの歌。誰もが、きっとクレオール　万物評論家の冬休み②（2024年12月21日、オンライン・イベント）
  - vol.116　虐殺の世界史！　ジェノサイドの記録と人類の歩み④（2025年1月3日、オンライン・イベント）
  - vol.117　続・SF限定感想文コンクール！　真冬の松原始 vs 丸屋九兵衛　万物評論家の冬休み⑤（2025年1月11日、オンライン・イベント）
  - vol.118　武器ワンダーランド！　中華帝國秘密兵器やや上級編　旧正月アジア祭2025②（2025年2月1日、オンライン・イベント）
  - vol.119　世界史スーパースター列伝：中華編4！　旧正月アジア祭2025③（2025年2月8日、オンライン・イベント）
  - vol.120　スピンオフしすぎな伝説たち！　二次創作の中華文学史　旧正月アジア祭2025④（2025年2月11日、オンライン・イベント）
  - vol.121　カモン・ザ・バーバリアンズ！　中国史を彩った非・漢民族たち　旧正月アジア祭2025⑤（2025年2月15日、オンライン・イベント）
  - vol.122　アジア系はこう見られてきた：ステレオタイプと多様性　旧正月アジア祭2025⑥（2025年2月23日、オンライン・イベント）
  - vol.123　ファンタジー＆SFイラスト愛が止まらない！　丸屋九兵衛を魅了する世界の名匠たち　卒業なんかできない4EVER①（2025年3月16日、オンライン・イベント）
  - vol.124　SF限定感想文コンクール、三たび現る！　松原始 vs 丸屋九兵衛の春休み　卒業なんかできない4EVER②（2025年3月20日、オンライン・イベント）
  - vol.125　世界史スーパースター列伝：中華編5！　三国志を超えていけ　卒業なんかできない4EVER③（2025年3月29日、オンライン・イベント）
  - vol.126　茶とわたし。一日が茶に始まり茶で終わる丸屋家で茶について考える　卒業なんかできない4EVER④（2025年4月6日、オンライン・イベント）
  - vol.127　万博記念ディザスターまつり1926〜1989　昭和100年祭①（2025年4月26日、オンライン・イベント）
  - vol.128　トミヤマユキコと振り返る少女マンガ！　花の24年組と彼女たちの時代　昭和100年祭②（2025年4月29日、オンライン・イベント）
  - vol.129　変身と巨大化の日々！　特撮大国1970s feat. いんちき番長　昭和100年祭④（2025年5月11日、オンライン・イベント）
  - vol.130　米ソに東西分割された日本から異形の冷戦時代をシミュレイト！　歴史改変小説『あ・じゃ・ぱん』の世界　昭和100年祭⑤（2025年5月17日、オンライン・イベント）
  - vol.131　再訪、LGBTQを考えるための物語たち　LGBTQ+DEI祭①（2025年6月7日、オンライン・イベント）
  - vol.132　少女マンガと多様性。少数派はどう描かれてきたか feat. トミヤマユキコ　LGBTQ+DEI祭②（2025年6月15日、オンライン・イベント）
  - vol.133　どこまで行けばフロンティア？　『スター・トレック』とマイノリティ　LGBTQ+DEI祭④（2025年6月28日、オンライン・イベント）
  - vol.134　同性愛と異性装の中国史　LGBTQ+DEI祭⑤（2025年7月5日、オンライン・イベント）
- Soul Food Assassins （ブラック・カルチャーについて語るトークイベント）
  - vol.1 　2パックからマルコムXまで 〜ブラックカルチャーと命名哲学〜 （2017年7月29日、渋谷 レッドブル・スタジオ東京ホール）
  - vol.2 　ブラック・ミュージック解読講座　差別用語の基礎知識 （2017年9月23日、渋谷 レッドブル・スタジオ東京ホール）
  - vol.3 　アメリカ黒人史解読　映画『ドリーム』と『ゲット・アウト』に見る差別の昔と今 （2017年11月24日、渋谷 レッドブル・スタジオ東京ホール）
  - vol.4 　2パック外伝! シャクール家とブラック・パンサー （2018年1月14日、渋谷 レッドブル・スタジオ東京ホール）
  - vol.5 　黒塗り総決算! ブラックフェイスとホワイトウォッシュの彼方に （2018年3月25日、南麻布・エキサイトカフェ）
  - vol.6 　黒人英語講座! ただ、スラングだけでなく。 （2018年6月23日、南麻布・エキサイトカフェ）
  - vol.7 　続・黒人英語講座! それをスラングと呼ぶな。 （2018年8月26日、南麻布・エキサイトカフェ）
  - vol.8 　黒人英語講座III　スラング論を超えて。 （2018年9月24日、南麻布・エキサイトカフェ）
  - vol.9 　ブラック・ムーヴィ・セダクション （2018年12月2日、南麻布・エキサイトカフェ）
  - vol.10　特別編『スーパーフライ』2018上映会＆MORE（2019年3月31日、南麻布・エキサイトカフェ）
  - vol.11　八村塁に「外人やーん」と反応するレイシスト・ジャパン／移民と二世たちの世界と、これからの社会を見つめて（2019年9月1日、池袋サンシャイン60　株式会社オルトプラス (AltPlusInc.)）
  - vol.12　大坂なおみ培養計画はそのままゲット・アウト！／続・八村塁も鈴木武蔵も「外人やーん」in ディストピア・ジャパン（2019年10月22日、神田・会員制多目的サロンレタス）
  - vol.13　黒人歴史月間だから、アフリカ系偉人たちの話を（2020年2月24日、Basement GINZA）
  - vol.14 　コービー・ブライアントに捧ぐ。シーズン中断が発表された今こそ語りたい、NBAとアメリカと世界と（2020年3月20日、オンライン・イベント）
  - vol.15　 KICKS FOR KICKS!　足もとを見て知るスニーカー史。NIKE、adidasからLI-NINGまで（2020年6月6日、オンライン・イベント）
  - vol.2+3 REMIXED　黒人差別の基礎知識（2020年7月23日、オンライン・イベント）
  - vol.16　アメリカ黒人ヒストリー（2020年8月13日、オンライン・イベント）
  - vol.17　続・アメリカ黒人ヒストリー！ジャズ、ニグロリーグ、公民権運動から現代まで（2020年9月19日、オンライン・イベント）
  - vol.18　企業と差別の現代史！ やらかしちゃったブランド列伝（2020年9月22日、オンライン・イベント）
  - vol.19　燃えよドラ息子！　ブルース・リー生誕80周年に辿るカンフーの旅。インド、香港、シャオリンNY！（2020年11月23日、オンライン・イベント）※Q-B-CONTINUED vol.45と連名開催
  - vol.20　ヒップホップ・ファッション史！　その起源と変遷からBTSへの影響まで（2020年12月27日、オンライン・イベント）
  - vol.21　黒人音楽月間スペシャル！　ブラック・ミュージックの流れを変えた偉人たちと、その瞬間（2021年6月19日、オンライン・イベント）
  - vol.22　映画と音楽が出会うとき。ソウル／R&B／ヒップホップ・ムーヴィーの世界（2021年6月30日、オンライン・イベント）
  - vol.23　ジョージ・クリントン地球降臨80周年記念！　アフロフューチャリズム祭（2021年7月25日、オンライン・イベント）
  - vol.24　ジョーダン・ピールとキャンディマンに捧ぐ、トリックスターだらけのアフリカ系神話＆伝説考。空飛ぶプリンスと蜘蛛神がクロスロードで待つ！（2021年10月16日、オンライン・イベント）
  - vol.25　奴隷制＆人身売買防止月間に振り返るスレイヴ・ヒストリー。イソップ、クンタ・キンテ、そして今（2022年1月15日、オンライン・イベント）
  - vol.26　黒人音楽概論。「なぜ歌詞で他人の悪口を言うのか」問題＆その他の謎について（2022年6月3日、オンライン・イベント）
  - vol.27　プロデューサー横暴録！　地獄の試聴会からバルコニー吊るしまで（2022年6月10日、オンライン・イベント）
  - vol.28　切なくも愛しい未発表アルバムの世界。封印された作品たちの足跡を辿る（2022年6月24日、オンライン・イベント）
  - vol.29　再び、映画と音楽が出会うとき。ソウル／R&B／ヒップホップ・ムーヴィーの伝説は続く（2022年6月30日、オンライン・イベント）
  - vol.30　ヒップホップ哲学を読み解く15のエピソード！　50年の歴史を彩る、リスペクト＆バトル＆ユニティの物語（2023年6月17日、オンライン・イベント）
  - vol.31　こんなにいるぞ、ラッパー兼アクター！　映画と音楽が出会うとき、「二足わらじ軍団」編（2023年6月22日、オンライン・イベント）
  - vol.32　ヒップホップ／R&Bレーベル興亡史！　トミーは俺のボーイじゃない（2023年6月25日、オンライン・イベント）
  - vol.33　嘘つきラッパー名鑑！　イメージと実像の耐えがたき落差（2023年7月1日、オンライン・イベント）
  - vol.34　②限：音楽史　ブラック・ミュージック・エピソディック：米黒人音楽ヒストリーの劇的瞬間（2023年10月7日、オンライン・イベント）
  - vol.35　身体障害偉人伝！　THIS-ABILITY: ハンディキャップと音楽・スポーツ・映画＆MORE（2023年12月16日、オンライン・イベント）
  - vol.36　トリビュート・ソングの美学！　キング牧師誕生日讃歌からポール・ウォーカー追悼曲まで（2024年1月14日、オンライン・イベント）
  - vol.37　シャラマーだってミリ・ヴァニリ！　実体なきグループ、架空のアーティストたちのこと。うそフェス②音楽編（2024年4月6日、オンライン・イベント）
  - vol.38　武道館からMZA有明まで！　洋楽全盛期・昭和の来日アーティスト名鑑。祝・昭和99年③音楽編（2024年5月12日、オンライン・イベント）
  - vol.39　ラッパーたちの命名センスを読み解く：グッチ、ミツビシ、アル・カポネ！　黒人音楽月間2024①（2024年6月8日、オンライン・イベント）
  - vol.40　魅惑のコンセプト・アルバム世界！　物語として音楽を楽しむということ。黒人音楽月間2024②（2024年6月14日、オンライン・イベント）
  - vol.41　ケンドリックとドレイクは速すぎる！　のんびりビーフの時代を再訪だ。黒人音楽月間2024③（2024年6月22日、オンライン・イベント）
  - vol.42　ファンク生誕60周年記念！　音を出す音楽会：JB、スライ、WAR、オハイオ。黒人音楽月間2024④（2024年6月23日、オンライン・イベント）
  - vol.43　続・黒人音楽の流れを変えた偉人たち！　ソウル、R&B、ヒップホップのパラダイムシフト。黒人音楽月間2024⑤（2024年6月30日、オンライン・イベント）
  - vol.44　2024訃報サーチャー！　レスト・イン・ピース特別編　万物評論家の冬休み③（2024年12月29日、オンライン・イベント）
  - vol.45　1975年の黒人音楽！　史上最高の年だったかもしれない半世紀前を再訪する　昭和100年祭③　（2025年5月3日、オンライン・イベント）
  - vol.46　ラッパーたちの命名センスを読み解く：ビッグとリトルと幼年期の始まり　黒人音楽月間2025 ①　（2025年6月1日、オンライン・イベント）　
  - vol.47 / MusiqAlien　本格ファンク生誕60周年記念！　聴き語り音楽会：ディスコ旋風を過ぎても　黒人音楽月間2025 ②　（2025年6月14日、オンライン・イベント）　
  - vol.48 　裏話こそ歴史の真髄。ブラック・ミュージック・エピソディック　黒人音楽月間2025 ③　（2025年6月19日、オンライン・イベント）　
  - vol.49 　ミュージック＆メッセージ：黒人音楽の思想と政治と宗教と feat. ダースレイダー　黒人音楽月間2025 ④（2025年6月29日、オンライン・イベント）
- HOUSE OF BEEF（ヒップホップ界の名物であるビーフ（悪口合戦）についての名場面、珍場面を語るイベント）
  - vol.1 （2018年2月12日、南麻布・エキサイトカフェ）
  - vol.2 （2018年4月22日、南麻布・エキサイトカフェ）
- 丸屋九兵衛セミナー　Rethink World：マイノリティ・リポート （丸屋が得意の統計学から世界を再考するセミナー）
  - vol.1 （2018年5月26日、Basement GINZA）
  - vol.2　UK & 英仏千年戦争エディション （2018年7月28日、Basement GINZA） ゲスト：ダースレイダー
  - vol.3　アジア・エディション （2018年10月28日、Basement GINZA） ゲスト：いんちき番長
  - vol.4　アジア・エディション・アゲイン （2018年12月29日、Basement GINZA） ゲスト：いんちき番長
- NINJA PLEASE with QB MARUYA　丸屋九兵衛の国際政治＆エンタメ＆科学ニュース！ （丸屋九兵衛が独自の目線と切り口で最新情報を届ける報道番組／YouTube無料配信）
  - 2020/01/28 ep.0 [10]
  - 2020/03/24 ep.01 [11]
  - 2020/04/14 ep.02 [12]
  - 2020/05/12 ep.03 [13]
  - 2020/05/26 ep.04 [14]
  - 2020/06/16 ep.05 [15]
  - 2020/06/30 ep.06
  - 2020/07/21 ep.07
  - 2020/08/04 ep.08
  - 2020/08/18 ep.09
  - 2020/09/01 ep.10
  - 2020/09/15 ep.11
  - 2020/09/29 ep.12
  - 2020/10/20 ep.13より、毎週火曜と木曜19時〜公開の形式となる。
- PRIX FLIX （「丸屋九兵衛が某プライムや某フリックスのオリジナル作品を中心に、独断と偏見で選んだ注目のコンテンツを勝手に紹介する番組」／YouTube無料配信）
  - PRIX FLIX - ep.1｜ルパン、ホームズ、刑務所、スター・トレック （2021/02/04）
- OLD SCHOOL BACK （「ヒップホップ、ソウル、R&B、ファンクといったジャンルを切り開いたパイオニアたちを丸屋九兵衛が語る「1話につき1アーティスト」形式でのライフストーリー・シリーズ」／YouTube無料配信）
  - ep.1 - N.W.A（2021年7月28日）[16]
  - ep.2 - The Time （2021年8月26日）[17]
  - ep.3 - 2Pac （2021年9月29日）[18]
  - ep.4 - Bootsy Collins （2021年10月28日）[19]
  - ep.5 - Sly Stone （2021年11月24日）[20]
  - ep.6 - Stevie Wonder （2022年1月26日）[21]
  - ep.7 - Frankie J （2022年3月23日）[22]
- 丸屋九兵衛 meets 町山智浩 シリーズ
  - 緊急企画【丸屋九兵衛 meets 町山智浩】7月4日にアメリカ映画を語る！（2020年7月4日、オンライン・イベント）
  - 【丸屋九兵衛 meets 町山智浩】リターンズ！（2020年8月28日、オンライン・イベント）
  - 新春特番【丸屋九兵衛 meets 町山智浩】3（2021年1月7日、オンライン・イベント）
  - 【丸屋九兵衛 meets 町山智浩】4U （テーマ：プリンス　2021年4月15日、オンライン・イベント）
  - 【丸屋九兵衛 meets 町山智浩 5】SUMMER OF SOUL SPECIAL （2021年9月4日、オンライン・イベント）
  - 【丸屋九兵衛 meets 町山智浩 6】（テーマ：『DUNE/デューン 砂の惑星』 2022年2月4日、オンライン・イベント）
  - 緊急企画【丸屋九兵衛 meets 町山智浩 7】（ウィル・スミス＆クリス・ロック SPECIAL 2022年4月15日、オンライン・イベント）
- 月刊丸屋町山 シリーズ
  - 『ブラックパンサー／ワカンダ・フォーエバー』とアトランタ（2022年11月30日、オンライン・イベント）
  - カニエ・ウェストはどこへ行く？／ホイットニーの光と影（2022年12月28日、オンライン・イベント）
  - ジョーダン・ピールとブラックホラー映画の世界（2023年1月29日、オンライン・イベント）
  - ミシェル・ヨーとASIANたちのハリウッド】（2023年3月5日、オンライン・イベント）
  - ダンジョンとドラゴンとファンタジー映画の世界（2023年4月12日、オンライン・イベント）
  - 『ワイルド・スピード』を愛する理由（2023年5月24日、オンライン・イベント）
- 月刊丸屋町山 シーズン2
  - ステレオタイプとレイシズム！　差別コメディ傑作映画『アメリカン・フィクション』に学ぶ虚像としての黒人（2024年3月24日、オンライン・イベント）
  - 【月刊丸屋町山 シーズン2_2】映画『アイアンクロー』上陸記念：狂乱のプロレスFOREVERトーク！（2024年4月13日、オンライン・イベント）
  - 【月刊丸屋町山 シーズン2_3】ボブ・マーリーからアル・ヤンコヴィックまで！　音楽伝記映画を総決算（2024年5月25日、オンライン・イベント）
  - 【月刊丸屋町山 シーズン2_4】ウィル・スミスの今後と『BAD BOYS』の30年（2024年6月29日、オンライン・イベント）
  - 【月刊丸屋町山 シーズン2_5】帰ってきた『ビバリーヒルズ・コップ』とエディ・マーフィのキャリア総決算！（2024年7月13日、オンライン・イベント）
  - 【月刊丸屋町山 シーズン2_6】大統領選とアメリカ文化（2024年8月11日、オンライン・イベント）
  - 【月刊丸屋町山 シーズン2_7】トランプvsカマラ・ハリス！　大統領選とアメリカ vol.2（2024年9月14日、オンライン・イベント）
  - 【月刊丸屋町山 シーズン2_8】ディディ＆マクマホン：悪徳社長たちの落日（2024年10月5日、オンライン・イベント）
  - 【月刊丸屋町山 シーズン2_9】トランプvsカマラ・ハリス総決算！（2024年11月9日、オンライン・イベント）
- そのほか単発企画など
  - 丸屋九兵衛はMUSIC ALIEN （2016年4月14日、渋谷・Li-Po）
  - ☆Taku Takahashi & 丸屋九兵衛 present 『スター・トレック』アカデミー （2016年10月26日、渋谷 レッドブル・スタジオ東京ホール） ☆Taku Takahashi、佐藤大と共演
  - BTSナイト 〜私たちが恋した防弾少年団の歌、曲、音〜 BULLETPROOF LUV AFFAIR
    - Pt.1 （2018年8月30日、歌舞伎町・ROCK CAFE LOFT is your room）
    - Pt.2 （2018年11月9日、南麻布・エキサイトカフェ）
    - BTSナイト in 大阪！（2019年1月21日、大阪・Loft PlusOne West）
    - BTS Day Pt.3（2019年8月24日、池袋サンシャイン60　株式会社オルトプラス (AltPlusInc.)）
    - BTS Night Pt.4 in 大阪　（2019年10月24日、大阪・Live&Drink DOORS in HEAVEN）

  - 丸屋九兵衛主催【旧暦委員会】新年快樂、もうすぐ春節！　中華圏ヒップホップ／R&Bと料理で迎える旧正月！（2019年2月2日、南麻布・エキサイトカフェ）
  - 丸屋九兵衛の京都“裏”検定（2019年3月2日、大阪・Loft PlusOne West）
  - 最終シーズン突入直前！　『ゲーム・オブ・スローンズ』アカデミー 丸屋九兵衛 feat. 佐藤大」（2019年4月6日、Basement GINZA）
  - BLACK DAY in OSAKA K-POPと炸醤麺の午後（2019年4月14日、大阪・Loft PlusOne West）
  - 最終シーズン真っ盛り！ 『ゲーム・オブ・スローンズ』アカデミー 丸屋九兵衛 feat. ☆Taku Takahashi (m-flo)（2019年5月12日、Basement GINZA）
  - 『ワイルド・スピード／スーパーコンボ』公開記念！ ロックさま祭～ドウェイン・ジョンソンの軌跡を味わいな～丸屋九兵衛 feat. 清野茂樹（2019年7月20日、Basement GINZA）
  - 大坂なおみに漂白剤！　八村塁は外人やーん！丸屋九兵衛が考える、これからの日本と差別と移民と。AマッソとDJ LEADを生んだ関西は今？（2019年10月23日、大阪・Loft PlusOne West）
  - 丸屋九兵衛、m-floを語る（2019年11月12日、渋谷・LOFT HEAVEN）
  - 丸屋九兵衛、緊急来阪！　アナザー・ロンリー・K-POPクリスマス　FM OH!レギュラー番組・開始記念！　（2019年12月27日、大阪・Loft PlusOne West）
  - 丸屋九兵衛主催【旧暦委員会2020】新年快樂、もうすぐ春節！　中華圏ヒップホップ／R&Bと料理で迎える旧正月！（2020年1月13日、神田・会員制多目的サロンレタス）
  - 丸屋九兵衛主催【ダイバーシティ音楽ナイト】DAY1 m-flo Night in 大阪 デビューアルバム発売20周年記念祭（2020年2月17日、大阪・Loft PlusOne West）
  - 丸屋九兵衛主催【ダイバーシティ音楽ナイト】DAY2 BTS Night 06　J-HOPE生誕記念祭！ 〜私たちが恋した防弾少年団の歌、曲、音〜（2020年2月18日、大阪・Loft PlusOne West）
  - 黒人歴史月間に、アフリカ系偉人たちの話。マルコムX命日記念・丸屋九兵衛トーク（2020年2月21日、京都・誠光社）
  - 丸屋九兵衛主催【BTS Day⁷】～私たちが恋した防弾少年団の歌、曲、音〜BULLETPROOF LUV AFFAIR（2020年2月23日、Basement GINZA）
  - 〜思い出したい歌がある〜【4GOTTEN RELMZ】丸屋九兵衛主催「忘却の彼方」系ミュージック＆トークイベント（2020年3月20日、オンライン・イベント）
  - 【CINCO DE MAYO 2020: MEXICAN SOUL & HIP-HOP LATINO】メキシコ系R&Bとヒスパニック・ヒップホップを5月5日に！（2020年5月5日、オンライン・イベント）
  - 【殿下のようで殿下とちゃう！　生誕祭前日に掘り返す「まるでプリンス！」の系譜】丸屋九兵衛 feat. 西寺郷太 （2020年6月6日、オンライン・イベント）
  - ストーンウォールの日に聴く、ゲイ・アンセムとLGBTQミュージック。リトル・リチャードからジャネール・モネイまで （2020年6月28日、オンライン・イベント）
  - 重金属の小部屋！　門外漢による門外漢のための、めくるめくメタル・ナイト（2020年7月4日、オンライン・イベント）
  - ジャマイカ独立記念のひととき！　門外漢による門外漢のための、だぶりゆくレゲエ・ナイト（2020年8月14日、無料配信企画）
  - 【QB MARUYA presents SILENT NITE】[23](2020年12月17日、無料配信企画)
  - 【BTS Evening 8】〜私たちが恋した防弾少年団の歌、曲、音〜BULLETPROOF LUV AFFAIR (2020年12月27日、オンライン・イベント)
  - 【丸屋九兵衛のMUSIQ ALIEN】旧正月音楽祭！　中華圏ヒップホップ／R&Bで迎える春節（2021年2月7日、オンライン・イベント）
  - SPACE JAMは終わらない！　レブロンとジョーダンに捧ぐ【BASS & QUAD MUSIC NIGHT】（2021年8月26日、無料配信企画）
  - 【QB MARUYA presents SILENT NITE: SWEET & SEXY EDITION】(2021年12月23日、無料配信企画)
  - 【ASIAN MUSIC REVIEW】旧正月音楽祭！　越境アジア系R&Bとヒップホップの宴（2022年2月6日、オンライン・イベント）
  - 〜思い出したい歌がある〜【4GOTTEN RELMZ】忘却の彼方を超えて、ネオ・ソウルの90年代へ（2022年6月1日、オンライン・イベント）
  - 【丸屋九兵衛 meets VERBAL】（2022年10月26日　オンライン・イベント）
  - 音楽プレイ＆解説【4GOTTEN RELMZ】〜思い出したい曲がある〜あの頃だってヒップホップ黄金時代！（2023年7月7日、オンライン・イベント）
  - スター・トレック57周年記念祭 with ☆Taku Takahashi（2023年9月11日、オンライン・イベント）
  - 【大阪・関西万博にファイヤ〜！　失敗した祭たちの記録】（2023年11月25日、大阪・モモブックス、配信あり）
  - 【お笑いの都・大阪で語れ！　黒人コメディアン抱腹絶倒史】（2023年11月26日、大阪・モモブックス、配信あり）
  - 【丸屋九兵衛が語るマイノリティの幻想文学：ブラック、ラティーノ、アジアン】（2023年11月27日、京都・誠光社）
  - 【ASIAN MUSIC REVIEW 2024】旧正月音楽祭！　アジア系R&Bとヒップホップの夜（2024年2月10日、オンライン・イベント）
  - アニヴァーサリー企画！　奇書『いんちきおもちゃ大図鑑』の15年 feat. いんちき番長（2024年2月25日、オンライン・イベント）
  - 【丸屋九兵衛のMUSIQ ALIEN】マニーとミゲルに捧ぐ音楽祭：クルージング・ハイ＆ロウ！　ヒスパニック＆ラティーノ感謝月間⑤（2024年10月14日、オンライン・イベント）
  - 【丸屋九兵衛のMusiq Alien】英米詩とUK BLACK!　ブリティッシュ・ソウル＆レゲエの夜　私家版早稲田祭2024②（2024年11月4日、オンライン・イベント）
  - 【ASIAN MUSIC REVIEW 2025】旧正月音楽祭！　アジア系R&Bとヒップホップの夜　旧正月アジア祭2025①（2025年1月26日、オンライン・イベント）
  - 【MusiqAlien】LGBTQとフェミニストと同盟者のための音楽祭！　ストーンウォール・オブ・サウンド　LGBTQ+DEI祭③（2025年6月22日、オンライン・イベント）

### 月間企画などの名称
- 真夏の万物評論家スペシャル！【丸屋九兵衛トークライブ・夏休み特別企画6イベント in 1パック】
  - 黒人差別の基礎知識／激闘の『ゲーム・オブ・スローンズ』／地球は昆虫帝国／ねこ・ネコ・猫を語ろう／アメリカ黒人ヒストリー／今こそネイティヴアメリカン史（2020年7〜8月にかけての企画)
- 白銀週間スペシャル【丸屋九兵衛トークライブ・シルバーウィーク4イベント in 1パック】
  - 続・アメリカ黒人史／銀色英雄伝説！　世界史、神話、ファンタジーのご長寿ヒーローズ／企業と差別の現代史！　やらかしちゃったブランド列伝／#好きな漫画10個あげると人柄がバレる　リターンマッチ！（2020年9月19日、22日の企画)
- 11月は人類文化史月間！　ルーツ、カルチャー、ヒストリー、レジェンド【丸屋九兵衛トークライブ6イベント in 1パック】
  - イスラムとは何か。／アステカと中南米古代文明／ドウェイン・ジョンソン回復記念！　今こそ太平洋諸島／ドラッグと嗜好品と人類／ブルース・リー生誕80周年カンフーの旅／ヒーローとサイコパスの物語 feat.『ゲーム・オブ・スローンズ』＆『ザ・ボーイズ』（2020年11月の企画)
- ラストスタンド2020！　師走の万物評論家【丸屋九兵衛トークライブ6イベント in 1パック】
  - 冬の北欧神話まつり！／疫病の世界史。天然痘からコロナまで／異端と新興宗教の系譜／ヒップホップ・ファッション史！／BTS Evening 8〜私たちが恋した防弾少年団の歌、曲、音〜／ショーン・コネリー追悼企画：遥かなるスコットランド！（2020年12月の企画）
- 旧正月記念！　アジア文化祭2021【丸屋九兵衛トークライブ6イベント in 1パック】
  - 旧正月音楽祭！　中華圏ヒップホップ／R&Bで迎える春節／中華帝國ワンダーランド！　めくるめく秘密兵器の5000年（増強版）／世界史スーパースター列伝：中華編／タイワニーズ・ニュー・イヤー！　タピオカ、夜市、グラフィティ、LGBTQの国に捧ぐ。丸屋九兵衛の文化／食事／音楽／政治・台湾見聞録！／中華モンスターマニュアル！　山海経からキョンシーまで、妖怪と神々のアジアを巡る／リアルロボット大変！　ロボの喧嘩はアジアの華！　バトロイド、モビルスーツ、コンバットアーマー愛好会 feat. 松原始（2021年2～3月にかけての企画）
- アーリーナードの春休み。卒業なんかできないイニシエのオタク・ルールズ！【丸屋九兵衛トークライブ4イベント in 1パック】
  - コスプレと仮面とロールプレイの世界史……都の西北、メキシコ、そしてバイエルン。ルートヴィヒ2世にリスペクトを！／春のファンタジー祭り！　魔剣と指輪と世界の痛み／宇宙人・異星人・地球外生命体！　アメーバ刑事からヴァルカン人まで、エイリアンたちの物語／#好きな漫画10個あげると人柄がバレる やっぱり卒業なんかできない。続々登場する我が最愛のマンガたち（2021年3～4月にかけての企画）
- 万物評論家のゴールデンウィーク【丸屋九兵衛トークライブ4イベント in 1パック】
  - 史上最強の赤字映画たち／ #StopAsianHate 世界に生きるアジア系移民／メーガン妃に捧ぐ！　21世紀の王室、現代君主たちの真実／ゴジラvsコングに至る道。素晴らしき特撮映画の世界（2021年4～5月にかけての企画）
- 万物評論家のマイノリティ＆多様性月間【丸屋九兵衛トークライブ4イベント in 1パック】
  - 道徳的に認められないLGBTQで振り返る世界史と日本史／ブラック・ミュージックの流れを変えた偉人たち／『ジェットブレイク』全米公開記念！　ワイルド・スピードの20年／ソウル・R&B・ヒップホップ映画の世界（2021年6月の企画）
- 万物評論家と真夏のテレワーク・デイズ【丸屋九兵衛トークライブ3イベント in 1パック】
  - ジョージ・クリントン降臨80周年記念アフロフューチャリズム祭／オリンピック強行開催記念！　誤算と無能と大失敗の人類史／終戦記念日に振り返る冷戦時代。東西対立をエンタテインメントで眺めると（2021年7～8月にかけての企画）
- 秋の万物文化祭2021【丸屋九兵衛トークライブ3イベント in 1パック】
  - トリックスターだらけのアフリカ系神話＆伝説／トーベ・ヤンソンとDHCで読み解く各国特大マイノリティ勢力図！／SF＆ファンタジー界の名物長編小説シリーズ各種を超絶サマライズ！（2021年10～11月にかけての企画）
- WINTER IS COMING 2021-2022【丸屋九兵衛トークライブ5イベント in 1パック】
  - 外伝『ゲーム・オブ・スローンズ』裏設定の世界／サンタクロースと荒ぶる聖人軍団／史上最強の黒字映画たち／奴隷制＆人身売買防止月間に振り返るスレイヴ・ヒストリー／プラネット・アースを考える（2021年12月～2022年1月にかけての企画）
- 恒例！　旧正月アジアフェス2022【丸屋九兵衛トークライブ5イベント in 1パック】
  - ASIAN MUSIC REVIEW：越境アジア系R&Bとヒップホップ／めくるめくアジア映画の迷宮へ／世界史スーパースター列伝：中華編2／スーパーロボット大変！feat. いんちき番長／我LOVE香港FOREVER（2022年2～3月にかけての企画）
- BLACK MUSIC MONTH 2022【丸屋九兵衛オンライン5イベント in 1パック】
  - ネオ・ソウルの90年代／黒人音楽概論／プロデューサー横暴録／未発表アルバムの世界／ソウル〜R&B〜ヒップホップ映画（2022年6月の企画）
- BLACK MUSIC MONTH 2023 / HIP-HOP 50 YEARS!【丸屋九兵衛オンライン5イベント in 1パック】
  - ヒップホップ哲学を読み解く15のエピソード／こんなにいるぞ、ラッパー兼アクター／レーベル興亡史／嘘つきラッパー名鑑／音楽プレイ＆解説：あの頃だって黄金時代（2023年6-7月にかけての企画）
- 万物評論家の夏休み：SCIENTIFIC LOVE【丸屋九兵衛オンライン5イベント in 1パック】
  - アニ丸屋プラネット／テクノロジー盛衰記／フューチャー・イズ・ワイルダー feat. 松原始／今こそ読むべき歴史改変SFの深淵／とにかくキツネだけを語る2時間（2023年8-9月にかけての企画）
- 万物評論家の秋：文化祭は補習天国！【丸屋九兵衛オンライン6イベント in 1パック】
  - 欧州とアメリカ「コロンブスの交換」／黒人音楽史の劇的瞬間／ミクロ国家／オスカー・ワイルドと19世紀人たち／BACK TO オスマン帝国／大ヒット映画の続編失敗史（2023年10-11月にかけての企画）
- 万物評論家の冬物語：WINTER IS COMING 2023~2024【丸屋九兵衛オンライン6イベント in 1パック】
  - 身体障害偉人伝！　THIS-ABILITY／冬の夜長のファンタジー会／クワンザからウィッカーマンまで：知られざる祝祭大全／成人式スペシャル！　世界の通過儀礼／トリビュート・ソングの美学／吉良上野介を偲ぶ悪人スーパースター列伝（2023年12月-2024年1月にかけての企画）
- 旧正月アジア祭2024：イヤー・オブ・ザ・ドラゴン！【丸屋九兵衛オンライン6イベント in 1パック】
  - 亞洲ドラゴン研究會／ASIAN MUSIC REVIEW／世界のアジアタウン／世界史スーパースター列伝中華編3／アジア（系）映画＆ドラマの歩みと今／『いんちきおもちゃ大図鑑』の15年 feat. いんちき番長（2024年2月の企画）
- うそフェス！　4月だから嘘つき祭り：APRIL FOOL TAILS【丸屋九兵衛オンライン5イベント in 1パック】
  - 世界を躍らせた嘘つきたち／シャラマーだってミリ・ヴァニリ／トリックスター名鑑／疑似科学の世界 feat. 松原始／信頼できない語り手たちよ（2024年3月-4月にかけての企画）
- 祝・昭和99年！　日本現代史回顧録（とにかく昭和を振り返る会）【丸屋九兵衛オンライン5イベント in 1パック】
  - 昭和を彩った流行・ブーム・熱狂／激動の政治＆経済／来日アーティスト名鑑／驚愕の事件簿／アニメ大国3000里（2024年4月-5月にかけての企画）
- BLACK MUSIC MONTH 2024【丸屋九兵衛オンライン5イベント in 1パック】
  - ラッパー名を読み解く／コンセプト・アルバムの世界／のんびりビーフの時代を再訪／秘密のファンク企画／黒人音楽の流れを変えた偉人たち（2024年6月の企画）
- 万物評論家の夏休み：SCIENTIFIC LOVE 2024【丸屋九兵衛オンライン6イベント in 1パック】
  - アニ丸屋プラネット2はアメリカ大陸編／金属・鉱物・宝石／『スター・トレック』以外のSFドラマ／テクノロジー盛衰記2／SF限定読書感想文コンクール feat. 松原始（2024年7月-8月にかけての企画）
- ヒスパニック＆ラティーノ感謝月間【丸屋九兵衛オンライン5イベント in 1パック】
  - 歴史と今／偉人名鑑／映画＆ドラマ／フード、スポーツ、ロウライダー／音楽祭（2024年9月-10月にかけての企画）
- 人生に不要な知恵はすべて都の西北で学んだ。私家版早稲田祭2024【丸屋九兵衛オンライン6イベント in 1パック】
  - 小論文とボルテスV／英米詩とUK BLACK／有色人種on有色人種レイシズム／古代オリエント史と英雄叙事詩／人口論と大都市盛衰記／映画制作遅滞（2024年11月-12月にかけての企画）
- BLACK MUSIC MONTH 2025／右傾化の時代に捧ぐLGBTQ＋DEI祭【丸屋九兵衛オンライン9イベント in 1パック！】
  - ラッパー名／ファンク／音楽史裏話／ミュージック＆メッセージ／LGBTQ文学️／少女マンガ／音楽／宇宙／中華（2025年6月-7月にかけての企画）

### トークライブ （出演）
- 『史上最強の台北カオスガイド101』刊行記念スライド＆トークショー「今、なぜか気になる台北サブカルチャーの魅力」（2014年3月13日、西荻窪 旅の本屋のまど）
- タワーレコード渋谷店移転20周年記念！George Clintonインストアイベント[24]（2015年4月18日、1F イベントスペース）　MC &インタビュー（通訳）
- 映画『ストレイト・アウタ・コンプトン』トークイベント （2016年6月11日、HMV＆BOOKS TOKYO 渋谷MODI 6F イベント会場）
- 「ジョージ・クリントン サイン&トークインストアイベント」（2016年11月30日、ディスクユニオン お茶の水ソウル/レアグルーヴ館 JazzTOKYOフロア）　出演：ジョージ・クリントン、司会MC：丸屋九兵衛、通訳：押野素子
- 片目と語れ 〜かっこいい音楽が聴ける盤 発売日スペシャル!〜 （2018年6月20日、秋葉原 CLUB GOODMAN） ダースレイダーと共演
- 緊急討論：生産性 my ass! なぜ私たちは杉田と戦うのか。愛国戦隊・狂気の水脈を絶て！（2018年8月4日、ROCK CAFE LOFT） 出演：丸屋九兵衛、宇田川しい
- 映画『アンクル・ドリュー』公開記念 〜アンクル・ドリューとバスケ映画の世界〜 （2018年10月31日、大阪・Loft PlusOne West）
- C' 5 vol.8　テーマ：LGBTと音楽（2019年2月22日、BAR A'TTIC（クラブチッタ2F））with DJ Noodles、DJ Jundipper、BIBIY GERODELLE、東雲、Sasha B Savannah
- スパイク・リー監督作『ブラック・クランズマン』公開＆原作本発売記念！WAKE UP!! トークショー （2019年3月14日タワーレコード渋谷店 トークイベント＆抽選会）出演：丸屋九兵衛、ダースレイダー
- 丸屋九兵衛のゲイ・アンセム歴史大全（今度こそ完全版を！）（2019年4月29日、ROCK CAFE LOFT）
- 新大久保で考える「日本」「差別」「移民」（2020年2月7日、新宿・Naked Loft）出演者： なみちえ、ID、丸屋九兵衛
- 『緊急開催！ 奇書『いんちきおもちゃ大図鑑』の15年 後編　いんちき番長 ＆ 丸屋九兵衛』（2024年3月10日、南阿佐ヶ谷TALKING BOX）
- Paramount+ Weekend presents『Star Trek Academy+』「スター・トレック: ディスカバリー」フィナーレ記念トークショー（2024年6月16日、東急プラザ原宿「ハラカド」3F）出演：丸屋九兵衛（音楽 / SFライター）☆Taku Takahashi(m-flo / block.fm)　佐藤大（シナリオライター）
- 松尾潔×丸屋九兵衛「90年代R&Bとは何だったのか？ 」『松尾潔のメロウなライナーノーツ』（リットーミュージック）刊行記念（2025年7月15日、本屋B&Bおよび配信）
- ラジオマル屋 （丸屋九兵衛氏がビルボードライブのステージに登場する面々を取り上げ、トークと楽曲をプレイ）
  - 第1回：ジョージ・クリントンとPファンク編（2019年4月19日、Billboard cafe & dining）
  - 第2回：コリーヌ・ベイリー・レイと、UKソウルの世界（2019年5月21日、Billboard cafe & dining）
  - 第3回：ザ・タイムと80年代ファンク編（2019年６月13日、Billboard cafe & dining）
- 【丸屋九兵衛's ブッカー・T・ワセダ】presented by 文禄堂テーブルトーク（毎月末、文禄堂早稲田店にて書籍や作家をテーマに語る予定だったがコロナ禍にて休止）
  - 第1回：アーシュラ・K・ル・グイン（2020年1月31日、文禄堂早稲田店）
  - 第2回：黒人歴史月間だから、アフリカ系偉人たちの本を（2020年2月29日、文禄堂早稲田店）

### WEB出演
- N.W.A祭り!!! （2016年6月8日、DOMMUNE） N.W.Aについての90分間のトーク番組
- ダースレイダーｘ丸屋九兵衛 "今こそ観る！ゲーム・オブ・スローンズとザ・ボーイズ！" [25]（2020年5月21日）
- 熱量を共感する共感シアターおウチDeシネマWeek!　BS10スターチャンネルの無料放送『マイケル・ジャクソン THIS IS IT』を同時視聴しよう！（2020年5月25日）SPECIAL GUESTS（リモート出演）宇野維正、丸屋九兵衛
- ダースレイダーｘ丸屋九兵衛 ″緊急事態ならGame of ThronesとThe Boys″ （2021年1月14日）
- 『スター・トレック：ローワー・デッキ』第１&２話 ウォッチパーティー　Amazonプライムビデオ（2021年1月22日）
- #214 STAR TREKを知らずにポップ・カルチャーを語るべからず Guests: Taku Takahashi、丸屋九兵衛 - 三原勇希 × 田中宗一郎 POP LIFE: The Podcast | Podcast on Spotify（2021年11月11日）[26]
- #215 STAR TREKへの道は世界平和に通ず Guests: Taku Takahashi、丸屋九兵衛 - 三原勇希 × 田中宗一郎 POP LIFE: The Podcast | Podcast on Spotify （2021年11月11日）[27]
- #268 日本一濃厚なBTSトーク、#269 世界一濃厚なBTSトーク　Guests: 丸屋九兵衛、オカモトレイジ（OKAMOTO’S）、夏目知幸 - 三原勇希 × 田中宗一郎 POP LIFE: The Podcast  | Podcast on Spotify （2022年5月26日）
- 「町山智浩の映画特電」「丸屋九兵衛のディープ台湾ミュージック探訪」Podcast on Spotify（2024年3月4日公開）[28]
- ダースレイダー x 丸屋九兵衛 #HotD ハウス・オブ・ザ・ドラゴンを楽しもう！ （2024年9月2日）

### TVドラマなど
- リメイク版『ROOTS／ルーツ（2016）』（ヒストリーチャンネル　2016年8月OA ／“歴史コメンテイター”として3話分の解説を担当）
- 『京都恋検定』（KBS京都、TOKYO MX　2019年1月～3月）スタジオMC：白鳥久美子（たんぽぽ）、三秋里歩（吉本坂46）、丸屋九兵衛[29]
- 『ホラー好き大注目！海外ドラマ『チャペルウェイト　呪われた系譜』徹底ガイド』[30] （スターチャンネルEX-DRAMA & CLASSICS-　2021年12月より放送開始）MC：こがけん（お笑い芸人）ゲスト：風間賢二（幻想文学研究家、翻訳家）、丸屋九兵衛（万物評論家）、伊藤さとり（映画パーソナリティ）、森瀬繚（ライター、翻訳家）

### 劇場登壇
- 『ストレイト・アウタ・コンプトン』 （2016年1月29日、渋谷シネクイント、舞台挨拶：DJ Yella、司会：丸屋九兵衛）[31]
- 『N.W.A & EAZY-E：キングズ・オブ・コンプトン』 （2016年4月2日、ヒューマントラストシネマ渋谷） トークゲスト[32]
- 『ブルース・ブラザーズ』 「観ずに死ねるか!傑作音楽シネマ88」出版記念上映会 （2016年9月11日 テアトル新宿、ゲスト：松崎まこと／松崎健夫／丸屋九兵衛／古泉智浩）
- 『ゲーム・オブ・スローンズ』ベストエピソード中間選挙　結果発表試写会 （2017年10月5日、都内） ゲスト：☆Taku Takahashi、丸屋九兵衛、MC：幕田千宏[33][34]
- 『ドリームガールズ [ディレクターズカット版]』一夜限りのキネマ最響上映 （2018年4月12日、Zepp DiverCity） トークショー：丸屋九兵衛
- 『私はあなたのニグロではない』 （2018年6月13日、ヒューマントラストシネマ有楽町） トークゲスト
- 『クレイジー・リッチ!』トークショー付き一般試写会 （2018年9月18日、ワーナー・ブラザース、内幸町試写室） トークゲスト[35]
- 『キックス』「bmr丸屋九兵衛が語る『キックス』が10倍面白くなる話！」（2018年12月8日 渋谷シネクイント、12月14日 シネマート心斎橋、12月26日 UPLINK吉祥寺）
- 『ブラック・クランズマン』「SKY-HIの『ブラック・クランズマン』独自解説！」（2019年4月2日、TOHOシネマズ シャンテ）　登壇：SKY-HI ／ 丸屋九兵衛（MC）
- 『BS10 スターチャンネルアカデミー「映画級ドラマ！HBO®コンテンツの神髄」』【オンライントーク】出演：丸屋九兵衛、喜屋武ちあき（2020年11月2日、東京国際映画祭）[36]
- 『ノースマン 導かれし復讐者』プレミアム試写会イベント　（2023年1月11日、ユーロライブ）
- 『リトル・リチャード：アイ・アム・エヴリシング』公開記念トークイベント　（2024年3月2日、シネマート新宿）登壇者：萩原健太、丸屋九兵衛[37][38]
- 『デューン／砂の惑星』4Kリマスター版　公開記念トークイベント（2024年8月2日、ヒューマントラストシネマ渋谷）

## 選書フェア
- 2014年3月、初の選書フェア「丸屋九兵衛という名の混沌（カオス）フェア」（吉祥寺BOOKSルーエ）
- 2017年4月 - 5月、丸屋九兵衛 vs ハマザキカク選書対決フェア「変集と編執」（ブックファースト新宿、丸善お茶の水店、丸善京都本店、丸善名古屋本店、立川オリオン書房ノルテ店など）
- 2017年4月 - 5月、「丸屋九兵衛という名の混沌フェア：再起動」（ジュンク堂書店池袋本店9階）
当初4月末終了の予定だったが、好評のため一部ラインナップを入れ換えて会期延長された。また、『丸屋九兵衛が選ぶ、ジョージ・クリントンとPファンク軍団の決めゼリフ』のブックカバーにも使われた丸屋のPファンクコスチュームの等身大看板が登場。支持者などによる記念撮影画像でSNSが賑わった。
- 2017年5月 - 6月、「王子と歩く性と耽美の境界線」（早稲田大学生協戸山店）
- 2017年8月4日 - 9月30日、「キモオタプライド祭り」（ジュンク堂書店池袋本店2階）
上記の「丸屋九兵衛という名の混沌フェア：再起動」で使われた丸屋のPファンクコスチュームの等身大看板が再び登場。
- 2018年1月、「トゥパック・シャクールと革命家の系譜」（早稲田大学生協戸山店・あゆみBOOKS早稲田店）
- 2018年7月20日 - 8月20日、「音楽フェア「MUSICBOOK2018」参加　（三省堂書店池袋本店　別館地下1階）[39]

## 映画出演
- 『ロバマン』(監督：河崎実、出演：吉田照美、笑福亭鶴光、伊藤四郎ほか）
- 『電エースハウス』[40]　(監督：河崎実、出演：南翔太、関谷真由ほか）